# Haszegava Hiroki
Haszegava Hiroki (長谷川博己; Hepburn: Hasegawa Hiroki), becenevén Haszehiro-szama (ハセヒロ様), (Tokió, 1977. március 7. –)  japán színpadi, filmes és televíziós színész. A Csúó Egyetem elvégzése után a Bungaku-za-nál szerzett színpadi előadói képesítést. Japán televíziókban kisebb szerepekben 2008-tól, filmekben 2011-től szerepel.

## Filmográfia

### Film
| Év   | Cím                                     | Szerep             | Rendező(k)                  | Megjegyzések                  |
| ---- | --------------------------------------- | ------------------ | --------------------------- | ----------------------------- |
| 2011 | Second Virgin                           | Kō Suzuki          | Hiroshi Kurosaki            |                               |
| 2013 | Why Don't You Play in Hell?             | Hirata             | Sion Sono                   |                               |
| 2014 | Princess Jellyfish                      | Shū Koibuchi       | Taisuke Kawamura            |                               |
| 2014 | Lady Maiko                              | Noritsugu Kyōno    | Masayuki Suo                |                               |
| 2015 | Love & Peace                            | Ryōichi Suzuki     | Sion Sono                   | Főszerep                      |
| 2015 | Mozu                                    | Kazuo Higashi      | Eiichirō Hasumi             |                               |
| 2015 | This Country's Sky                      | Ichige             | Haruhiko Arai               |                               |
| 2015 | Attack on Titan                         | Shikishima         | Shinji Higuchi              |                               |
| 2016 | Sailor Suit and Machine Gun: Graduation | Tsukinaga          | Kōji Maeda                  |                               |
| 2016 | Shin Godzilla                           | Rando Yaguchi      | Hideaki Anno Shinji Higuchi | Főszerep                      |
| 2016 | Double Life                             | Shirō Ishizaka     | Yoshiyuki Kishi             |                               |
| 2017 | Before We Vanish                        | Sakurai            | Kiyoshi Kurosawa            |                               |
| 2018 | Asian Three-Fold Mirror 2018: Journey   | Suzuki             | Daishi Matsunaga            | Leading role, segment Hekishu |
| 2019 | Another World                           | Eisuke             | Junji Sakamoto              |                               |
| 2019 | Samurai Marathon                        | Itakura Katsuakira | Bernard Rose                |                               |

### Televízió
| Év      | Cím                                   | Szerep             | Csatorna | Megjegyzések           |
| ------- | ------------------------------------- | ------------------ | -------- | ---------------------- |
| 2010    | Second Virgin                         | Kō Suzuki          | NHK      |                        |
| 2011    | I'm Mita, Your Housekeeper            | Keiichi Asuda      | NTV      |                        |
| 2011    | Suzuki Sensei                         | Suzuki Sensei      | TX       | Főserep                |
| 2013    | Yae's Sakura                          | Kawasaki Shōnosuke | NHK      | Taiga dráma            |
| 2013    | Kumo no Kaidan                        | Saburō             | NTV      | Főszerep               |
| 2015    | Dating: What's It Like To Be In Love? | Takumi Taniguchi   | CX       |                        |
| 2016    | Soseki Natsume and his Wife           | Natsume Sōseki     | NHK      |                        |
| 2016    | Gokumon tō                            | Kosuke Kindaichi   | NHK      | Leading role           |
| 2018–19 | Manpuku                               | Manpei Tachibana   | NHK      | Asadora                |
| 2020    | Kirin ga Kuru                         | Akechi Mitsuhide   | NHK      | LFőszerep, Taiga dráma |

## Díjak
| Év   | Díj                   | Kategória              | Alkotás(ok                      | Eredmény |
| ---- | --------------------- | ---------------------- | ------------------------------- | -------- |
| 2012 | 35. Japán Oscar-gála  | Az év újonca           | Second Virgin                   | Elnyerte |
| 2012 | 36. Elan d'or-díj     | Az év Újonca           | Saját maga                      | Elnyerte |
| 2012 | 5. Tokiói Dráma-díj   | Legjobb mellékszereplő | I'm Mita, Your Housekeeper      | Elnyerte |
| 2017 | 40. Japán Oscar-gála  | Legjobb színész        | Shin Godzilla                   | Jelölve  |
| 2019 | 44. Hochi Film-díj    | Legjobb mellékszereplő | Another World, Samurai Marathon | Jelölve  |
| 2020 | 74. Mainichi Film-díj | Legjobb mellékszereplő | Another World                   | Jelölve  |

## Külső hivatkozások
- Profilja a Hirata Office Co. honlapján
- Haszegava Hiroki az Internet Movie Database oldalon (angolul)